# Chiesa di San Pietro (Benna)
La chiesa parrocchiale di San Pietro a Benna in stile rinascimentale custodisce interessanti testimonianze della pittura del primo cinquecento nel biellese.

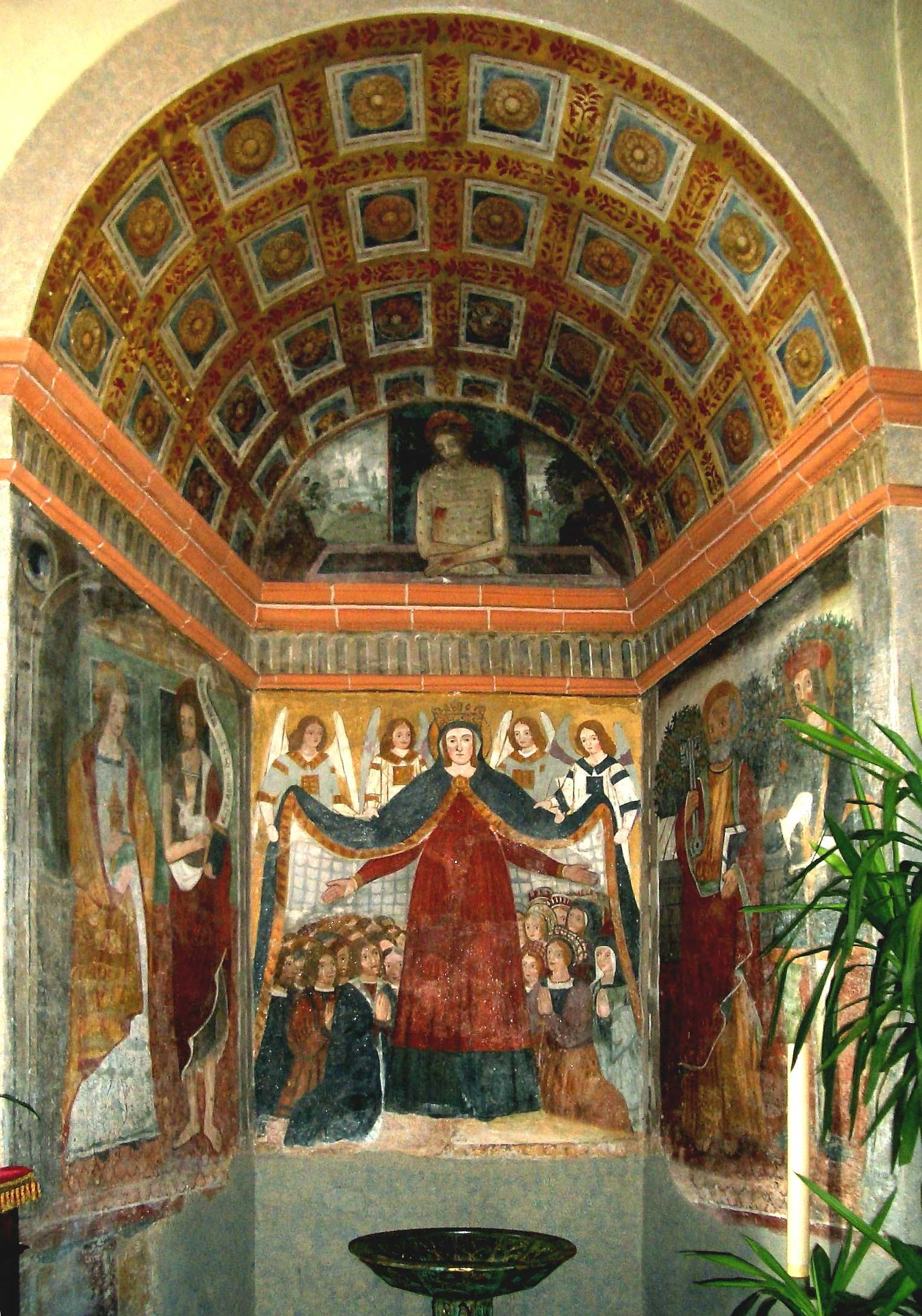
Gaspare da Ponderano, Madonna delle Misericordia e Cristo in Pietà, ca. 1515-20

## La chiesa
La chiesa, costruita all'inizio del XVI secolo, presenta un'architettura fatta di linee semplici ed eleganti. Assieme alla contemporanea basilica di San Sebastiano a Biella, è uno dei pochi edifici sacri in stile rinascimentale presente nel biellese (entrambe ebbero come committente Sebastiano Ferrero, generale delle finanze della corte dei Savoia).
L'interno della chiesa è a tre navate con volte a crociera; la navata centrale termina con un ampio presbiterio a pianta rettangolare, mentre le navate laterali culminano in due cappelle poligonali con volta a botte.
La chiesa è ricca di interessanti affreschi del primo Cinquecento. Nella cappella al termine della navata destra la cui volta è ornata dal gioco prospettico di una finta cassonatura troviamo, sulla parete di fondo, una Madonna della Misericordia sormontata da una lunetta con il Cristo in Pietà; sulle pareti laterali sono raffigurate figure di santi: si tratta di dipinti attribuiti al  pittore vercellese Gaspare da Ponderano (post 1450 – ca. 1530).
Nella cappella che chiude la navata sinistra, sotto un fregio in cotto, troviamo una (piuttosto rara) raffigurazione della Trinità in forma di triplice figura del Cristo benedicente ("Trinità triandrica e cristomorfa"). Affiancate ad essa sono figure di santi (Sant'Antonio Abate e san Pietro) e sante (Santa Lucia e santa Apollonia). Si tratta di affreschi di scuola di Defendente Ferrari databili all'altezza del 1535.
Sempre nella navata sinistra altri affreschi (una Annunciazione della Vergine con san Nicola da Tolentino e un San Fabiano papa tra san Rocco e san Sebastiano) testimoniano, anch'essi, l'attardarsi del gusto gotico in Piemonte.
Il pulpito in legno (1798) è opera dell'intagliatore e scultore Pietro Antonio Sarpentiero da Sagliano Micca (1732 - 1814)

## Galleria d'immagini

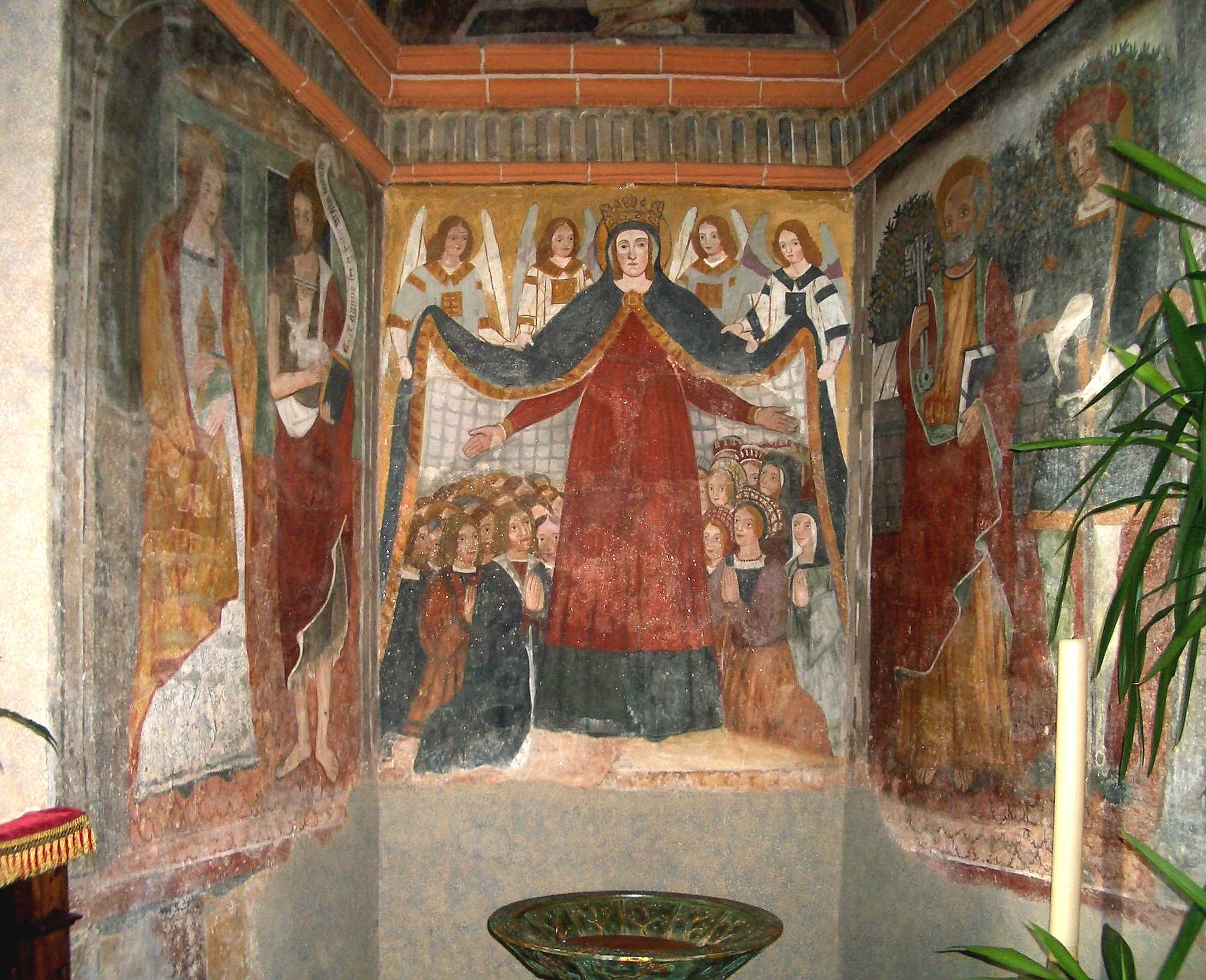
Gaspare da Ponderano, Madonna delle Misericordia
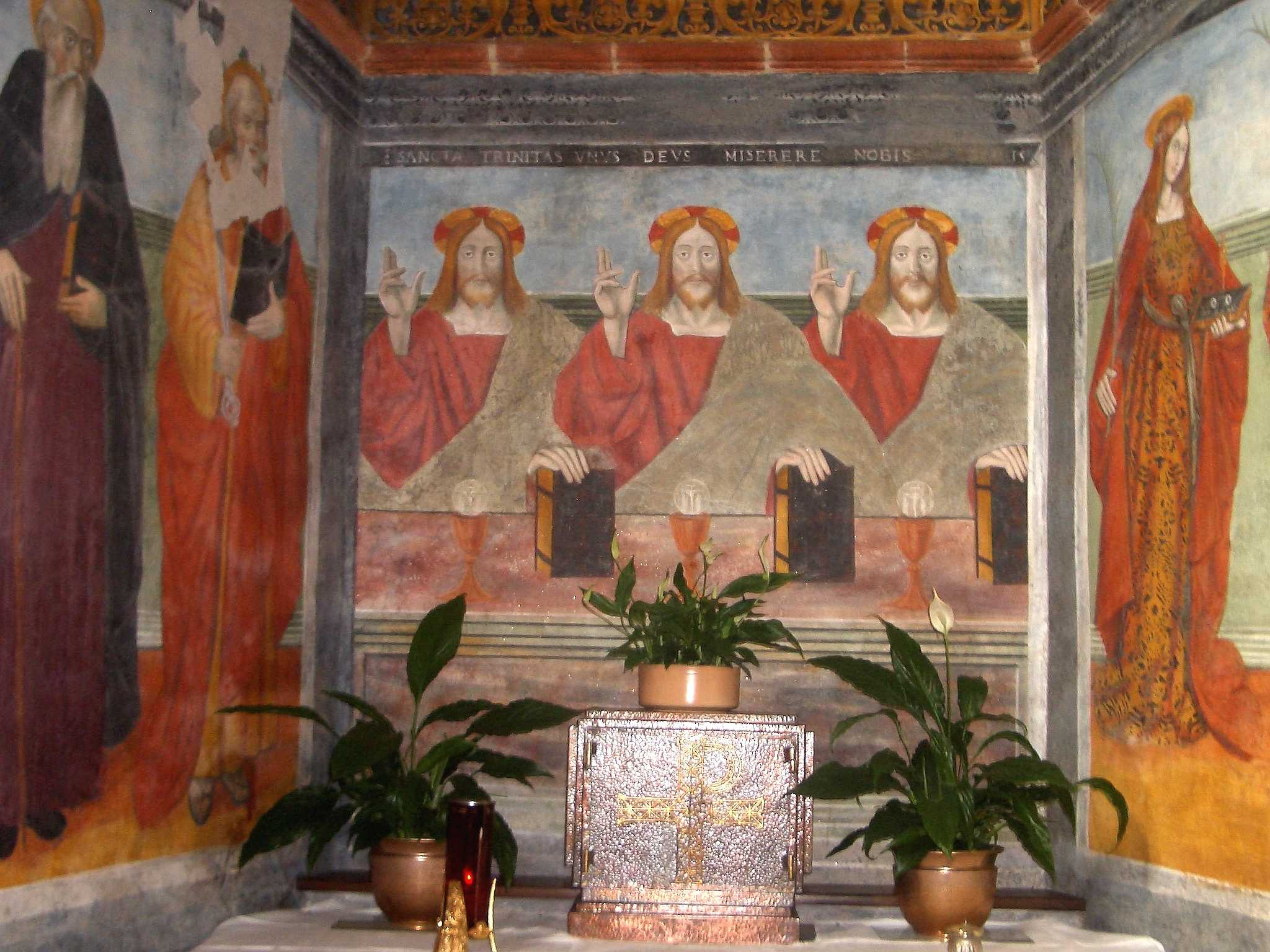
Scuola di Defendente Ferrari, Cappella della Trinità ca 1535
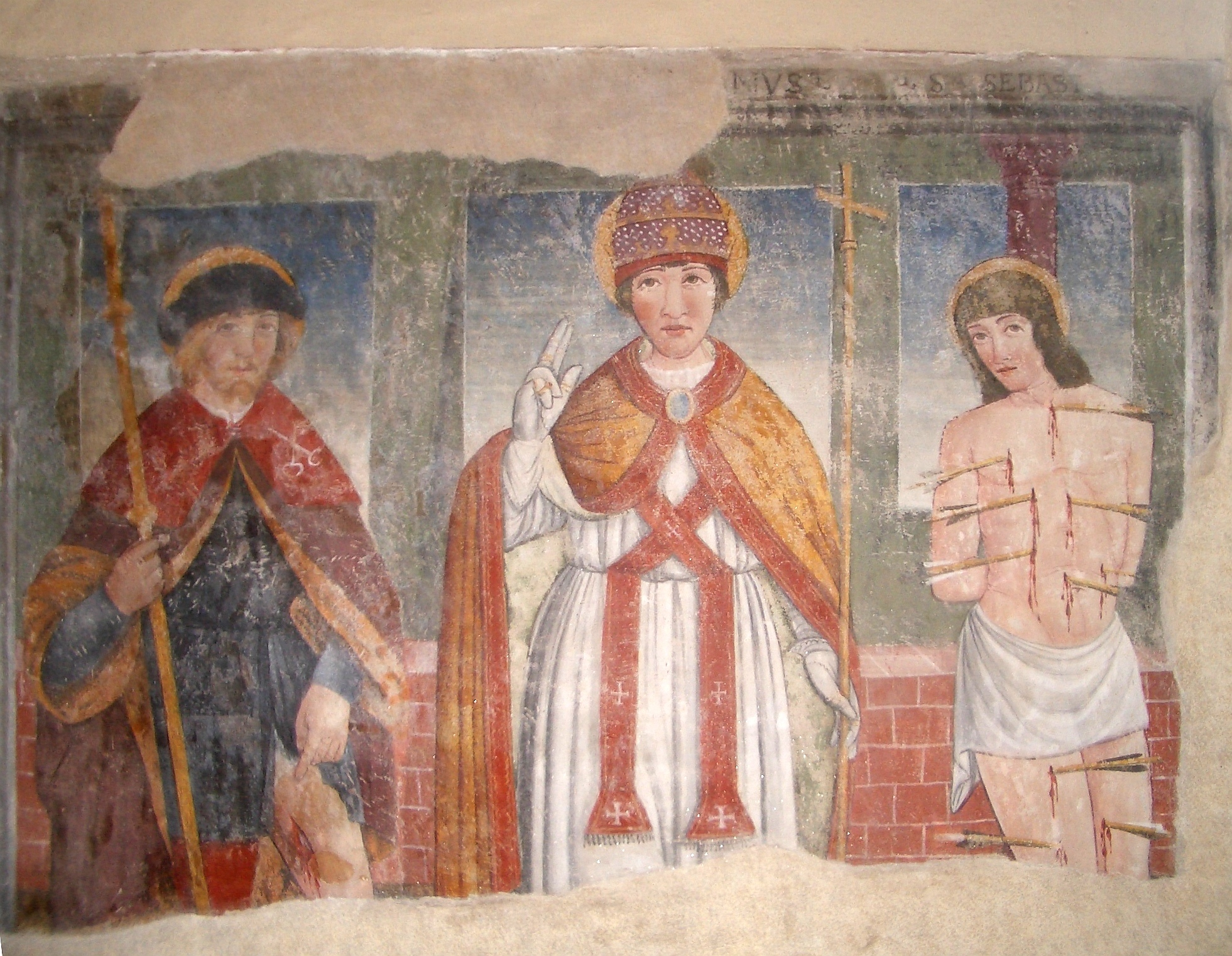
Ignoto del XVI secolo, San Fabiano papa tra i santi Rocco e Sebastiano